# Juan Castañón de Mena
Juan Castañón de Mena (Madrid, 10 de mayo de 1903 - La Coruña, 27 de septiembre de 1982) fue un militar, arquitecto, ingeniero y geógrafo español que fue ministro del Ejército y jefe de la Casa Militar de Franco durante la dictadura franquista.

## Biografía

### Formación y carrera militar
En agosto de 1918 ingresó en la Academia de Infantería de Toledo . En su empleo de segundo teniente, fue destinado a Granollers y luego a Ceuta. Tomó parte en la campaña de Marruecos hasta 1925, y fue promovido a capitán del Cuerpo de Estado Mayor en enero de 1931, destinado en la Comisión Geográfica, ingresó este mismo año en la Escuela Técnica Superior de Arquitectura de Madrid donde se graduó en 1935.
Residente en La Coruña, tuvo un papel destacado durante la preparación del Golpe de Estado de julio de 1936 y su posterior participación en la guerra civil española como jefe de Estado Mayor de la 82.ª División, que mandaba el general Aranda. Con las columnas gallegas participa en la ruptura del sitio de Oviedo y más tarde en la campaña de Asturias y las campañas de Teruel, Alfambra, Levante, Ebro y Cataluña. Por méritos de guerra ascendió a teniente coronel.

### Dictadura franquista
En 1952 fue ascendido a coronel y nombrado ayudante de campo del general Franco. En 1959 ascendió a general de brigada y tres años después ascenderá a general de división. Tras esto, desempeñó los cargos de profesor principal de la Escuela Superior del Ejército, gobernador militar de Madrid, jefe de la División de infantería "Guadarrama" n.º 11 y subinspector de Tropas y Servicios de la I Región Militar. Ascendió a teniente general en 1965, y fue nombrado jefe de la Casa Militar de Su Excelencia el Jefe del Estado. Alcanzó el cénit de su carrera al ser nombrado ministro del Ejército el 20 de octubre de 1969, cargo que ocuparía hasta el 11 de junio de 1973 al pasar a la situación de reserva por haber cumplido la edad reglamentaria.
Como ministro acometió en este cargo la modernización de las Fuerzas Armadas, incluyendo la reestructuración del servicio militar y el aligeramiento de mandos en las distintas unidades, así como el traslado de varios acuartelamientos fuera del casco urbano de las ciudades. A la muerte del almirante Carrero Blanco su nombre se barajó como uno de los posibles candidatos. Sabino Fernández Campo llegó a La Zarzuela en el verano de 1977 por indicación inicial del general Juan Castañón de Mena, que había sido enlace entre Franco y el príncipe.
Fue uno de los 59 procuradores que el 18 de noviembre de 1976 en las Cortes Españolas votaron en contra de la Ley para la Reforma Política que derogaba los Principios Fundamentales del Movimiento.

## Arquitecto

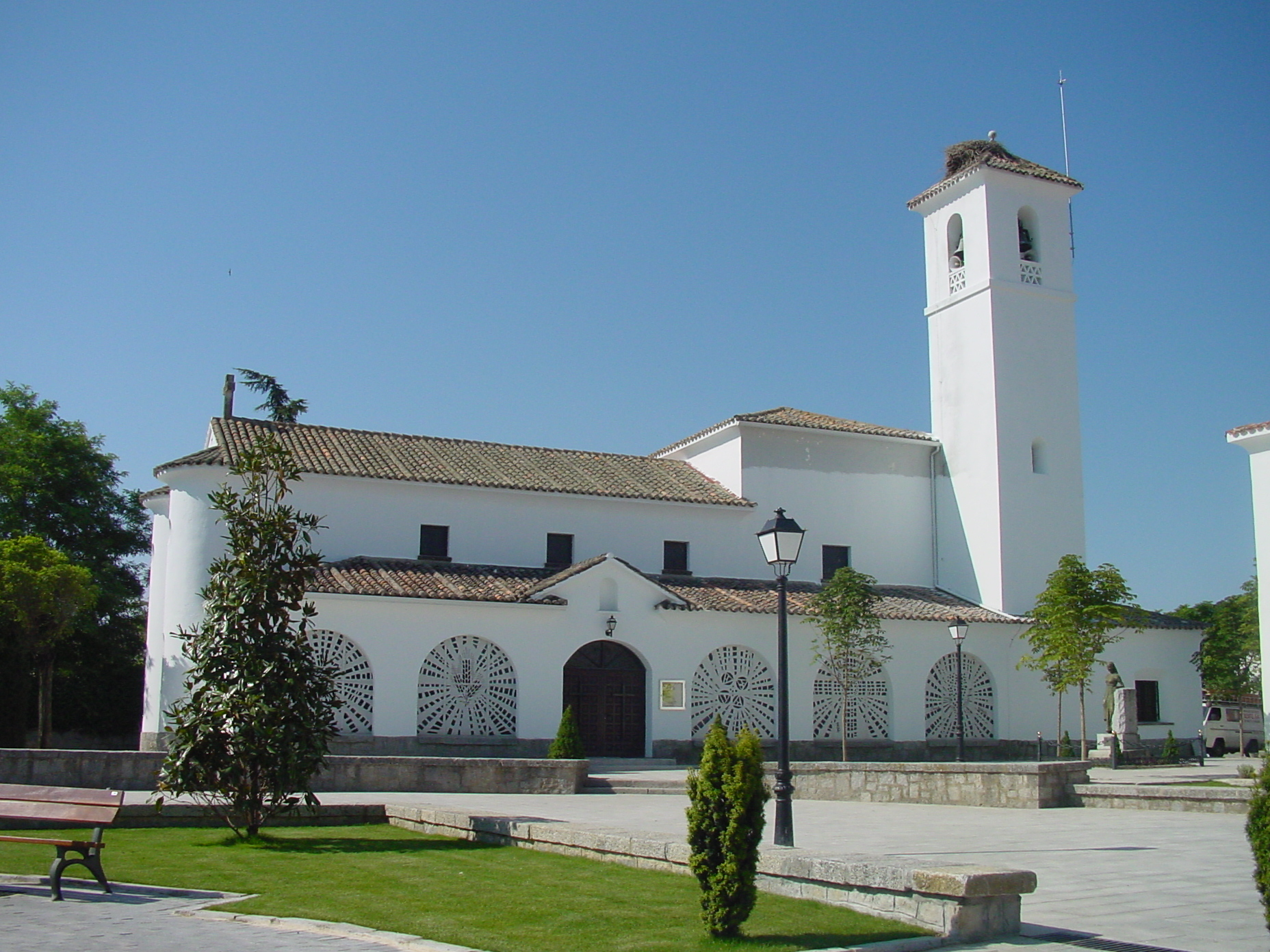
Iglesia de Villanueva de la Cañada. El gran espacio de la nave es resuelto sin cerchas ni vigas, ni artesonados ni decoración superflua.

Ayudado por Alfonso Fungairiño Nebot (abuelo materno de Ana Torroja) construye el poblado de Villanueva de la Cañada, proyecto caracterizado tanto por el rigor en la definición del conjunto como por la honda preocupación por los problemas constructivos. Posteriormente colaborarían en otros proyectos para la Dirección General de Regiones Devastadas. Por su estancia en el Protectorado Español de Marruecos domina aspectos constructivos vinculados a adobes y cerámica, con bóvedas tabicadas. En este proyecto los arquitectos confían íntegramente la solución al oficio de albañilería, constituyendo un experimento sin emplear ni madera ni tampoco hierro soluciones aparejadas donde el muro es la solución predominante, construido siempre con una masa técnica donde intervienen pastas ligantes (tapial, yeso, cal o cemento) que unen piezaa rígidas (naturales o elaboradas) tales como piedra, adobes o ladrillo cocido. Curiosamente emplean los abundantes escombros procedentes de la destrucción con motivo de la batalla de Brunete.[cita requerida]
Tiene reconocimiento internacional la Subestación del embalse de Belesar en Chantada, provincia de Lugo, como una singular obra de ingeniería y arquitectura.

## Condecoraciones
- Gran Cruz de la Orden del Mérito Militar, con distintivo blanco (1961).[8]